# Николсон, Бен
Бен Николсон (англ. Ben Nicholson; 10 апреля 1894, Денхэм, Бэкингемшир — 6 февраля 1982, Лондон) — английский художник и скульптор-абстракционист.

## Жизнь и творчество
Сын художника Уильяма Николсона. Образование получил в школе Гришем в Норфолке. В 1911 году один семестр учится в лондонской Школе искусств Слейд. С 1911 по 1918 год много разъезжает, живёт в Туре (1912), Милане, на Мадейре (1914), в Лондоне, в Пасадине (Калифорния, 1921), в северном Уэльсе. В 1925 году вступает в художественную группу 7 & 5, в которой состоит до 1936 года. С 1933 — член группы Unit One. В период с 1933 по 1939 года Б.Николсон живёт в Лондоне, поддерживает творческие контакты с Питом Мондрианом и Наумом Габо. В 1939 году переезжает вместе с женой, скульптором Барбарой Хепуорт, в корнуоллский городок Сент-Айвс, где они создают Центр абстрактного искусства. В 1937 году художник вступает в группу Абстракция-Творчество (Abstraction-Création). С 1958 года Николсон живёт и работает на озере Лаго-Маджоре, в Швейцарии. В 1971 он возвращается в Англию, с 1972 года — в лондонском Хампстеде, где у художника была расположена его мастерская.
Для творчества Б. Николсона характерны пейзажи, натюрморты и скульптурные рельефы. Художник находился под влиянием работ Пикассо и П. Мондриана, его произведения относятся к неопластическому направлению в современном искусстве.
Б.Николсон был трижды женат, все его жёны были художниками, скульпторами или художественными фотографами. Вторым браком был женат на Барбаре Хепуорт (в 1938—1951 годах), которая родила Николсону еще в 1934 году тройню.

## Выставки и награды
Работы Б. Николсона были представлены на 19-м (1934 год) и 27-м (1954 год) биеннале в Венеции. Он был участником выставок современного искусства documenta I (1955), dokumenta II (1959) и dokumenta III (1964) в Касселе. В 1955 году лондонская галерея Тейт организовала ретроспективу работ Б. Николсона.
В 1968 году художник был награждён королевой Елизаветой II орденом Заслуг.